# Koksyt

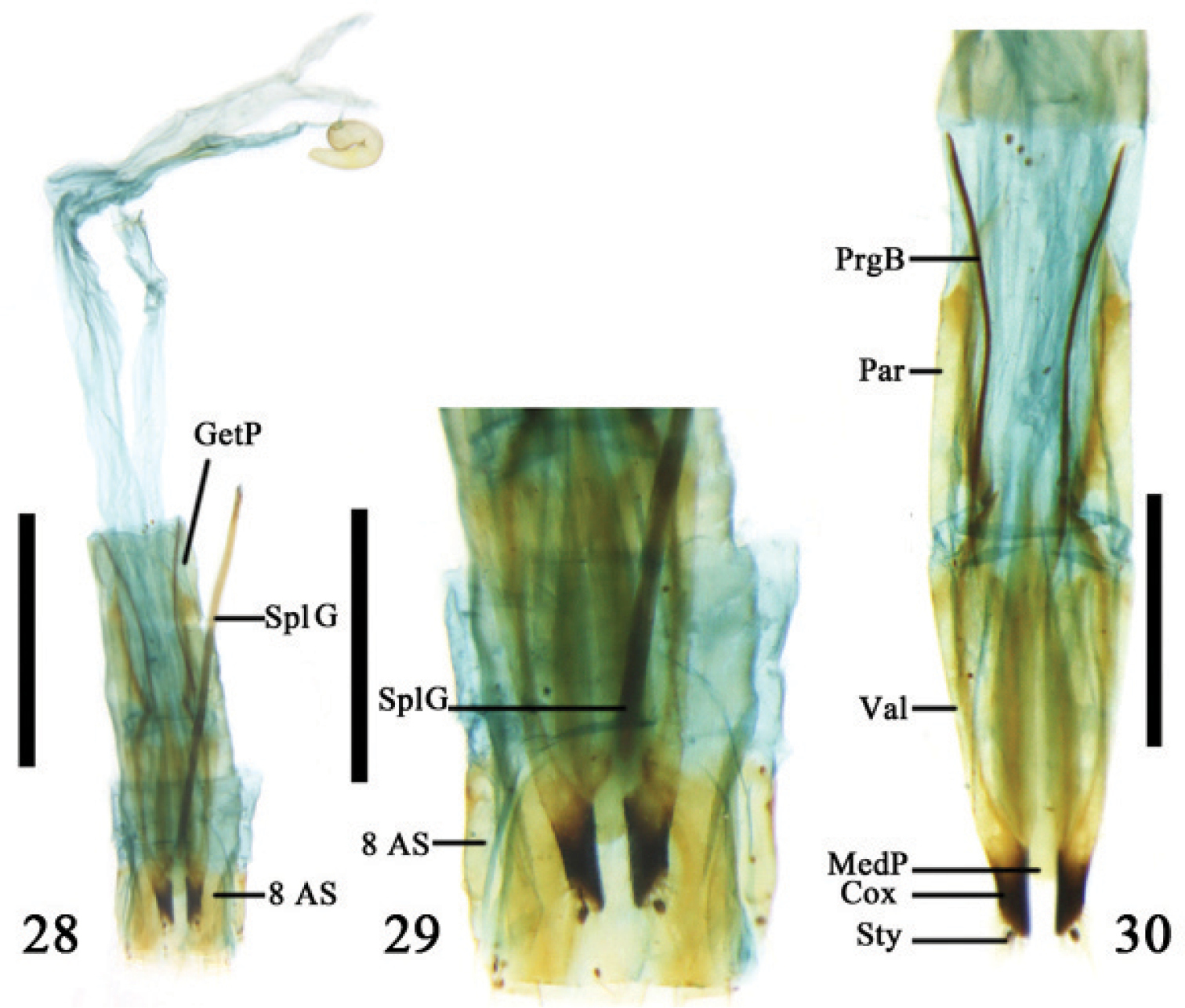
Pokładełko i ósmy segment odwłokowy samicy przemianki tarninówki z rzędu chrząszczy. Cox: koksyt, GetP: kieszonka genitalna, MedP: płytka środkowa, Par: paraprokt, PrgB: bakula proktigeru, SplG: spiculum gastrale, Styl: gonostylik (stylus), Val: walwifer.

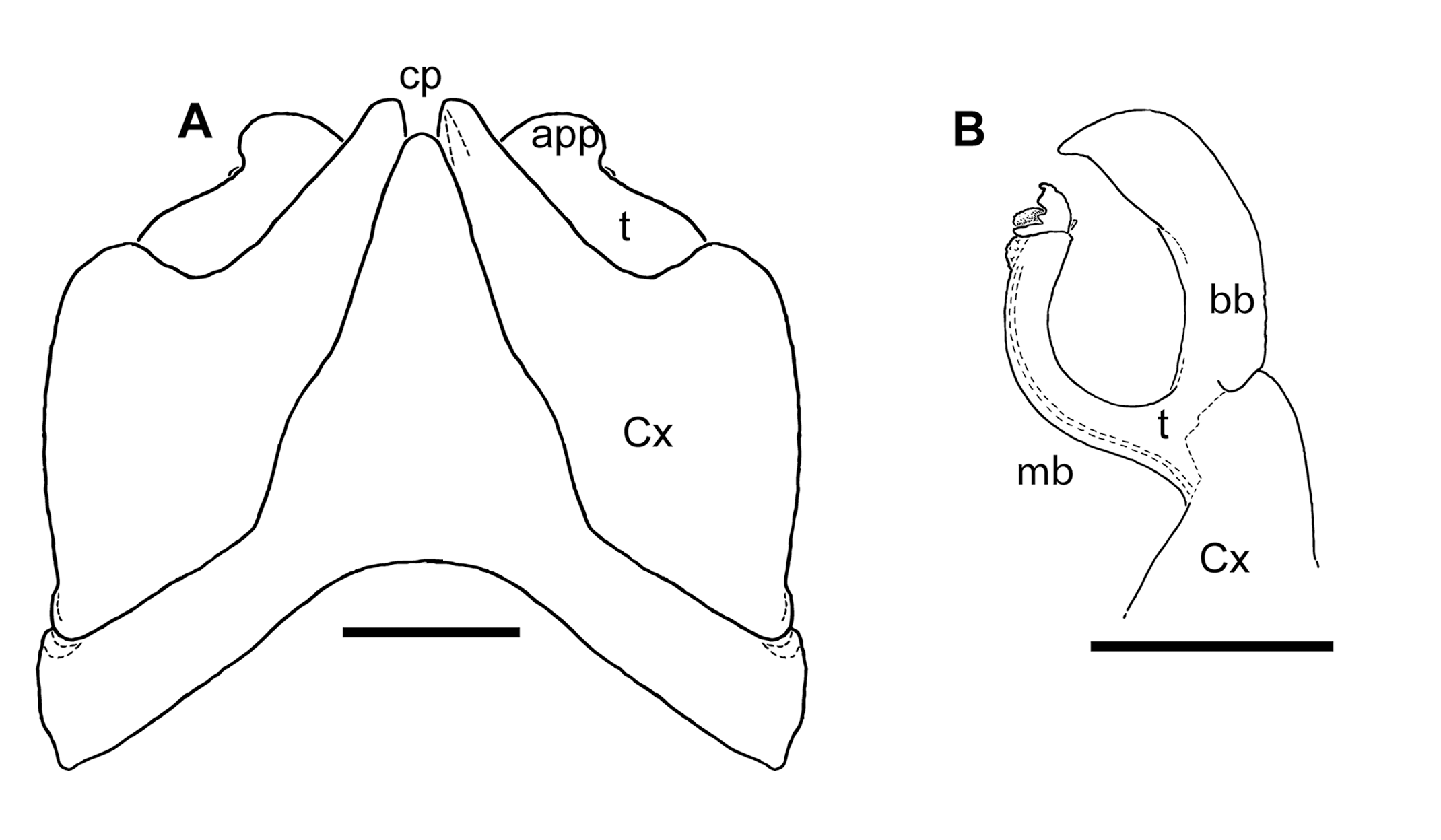
Przednie (A) i tylne (B) gonopody Aphistogoniulus jeekeli, dwuparca z rzędu Spirobolida. app: przydatek, bb: gałąź nasadowa, cp: wyrostek koksytu, Cx: koksyt, mb: gałąź główna, t: telopodit

Koksyt, koksit (łac. coxit) – wieloznaczny termin odnoszący się głównie do nasadowych części odnóży niektórych stawonogów, najczęściej do odnóży odwłokowych.

## Owady
U owadów ogólnie koksytami nazywa się nasadowe elementy przekształconych odnóży (przydatków) odwłokowych, które obejmować mogą nie tylko ich biodro, ale też część sternum lub pleury. Dobrze wyodrębnione koksyty, zwane tu też płytkami biodrowymi, mają przerzutki i rybiki. Leżą one na brzusznej stronie segmentów odwłokowych, po bokach sternitów. U przerzutków koksyty segmentów od drugiego do dziewiątego zaopatrzone są w wyrostki rylcowe (łac. styli), podczas gdy u rybików wyrostki te zachowały się tylko na koksytach segmentów ósmego i dziewiątego, tylko u większości Nicoletiidae także siódmego. U przerzutków koksyty segmentów od pierwszego do siódmego lub od drugiego do siódmego mają po jednym lub dwa wywracalne woreczki biodrowe (łac. vesiculae coxalis). U rybików woreczki te występują tylko u niektórych Nicoletiidae i rybikowatych na koksytach segmentów od drugiego do siódmego.
U bardziej ewolucyjnie zaawansowanych owadów terminu koksyty używa się głównie w odniesieniu do odnóży przekształconych w elementy genitalne. Koksyty ósmego segmentu odwłokowego (pierwszego segmentu genitalnego) stanowią pierwszą parę walwiferów, a te dziewiątego segmentu odwłokowego (drugiego segmentu genitalnego) drugą parę walwiferów. Tak rozumiany koksyt dziewiątego segmentu wchodzi w skład gonokoksopoditu wraz z gonostylusem i wewnętrznym wyrostkiem nasadowym, wyrastającym z wenętrzno-nasadowego kąta koksytu. Pierwotny podział na te trzy elementy zachował się u samców takich grup jak jętki, świerszczokaraczany, wielbłądki, liczne błonkoskrzydłe czy niektóre muchówki długoczułkie, podczas gdy np. u motyli koksyt zlany jest z gonostylusem w walwę, u wojsiłek i pcheł zanikł wewnętrzny wyrostek nasadowy, a u wielu zaawansowanych ewolucyjnie muchówek i błonkówek cały gonokoksopodit uległ redukcji. U samic koksyty dziewiątego segmentu biorą udział w budowie pokładełka. I tak w przypadku chrząszczy koksyt definiuje się jako odsiebną (dystalną) część gonokoksytu, na której są osadzone gonostyliki, podczas gdy dosiebna (proksymalna) część gonokoksytu zachowuje miano walwifera i może być homologiem gonangulum. Tak rozumiany koksyt chrząszczy bywa jeszcze wtórnie podzielony na płaty (człony). W przypadku częstej u owadów uskrzydlonych wtórnej redukcji pokładełka koksyt dziewiątego segmentu jest zwykle jedną z pierwszych (po gonostyliku) struktur ulegających zanikowi.

## Inne stawonogi
U dwuparców koksyty stanowią nasadowe (biodrowe) części gonopodów i telopodów. Koksyty te mogą być wolne lub zrośnięte ze sobą tworząc synkoksyt (łac. syncoxit). U węzławców puste koksyty służą przechowywaniu nasienia samca na krótko przed kopulacją, a rurkowaty wyrostek koksytu (łac. cannula) służy transmisji spermy między nim a telopoditem.
U skorupiaków terminu koksyt używa się jako synonimu protopoditu, nasadowego segmentu odnóża odpowiadającego biodru sześcionogów.